# 安道爾國家圖書館
安道爾國家圖書館是安道爾的國家圖書館，建立於1930年9月8日，一度關閉，在1974年重新開館。 此圖書館在1996年搬到位於安道爾首都安道爾城的一個名為“Casa Bauró”的領主莊園裡。 它是安道爾的法定送存和版權圖書館。

## 外部連結
- Official site

42°30′25″N 1°31′11″E / 42.5069°N 1.5197°E